# Symposiachrus brehmii
Symposiachrus brehmii là một loài chim trong họ Monarchidae.